# Мостовка (Бурятія)
Мостовка (рос. Мостовка) — село Прибайкальського району, Бурятії Росії. Входить до складу Сільського поселення Мостовського.
Населення — 889 осіб (2015 рік).
Перша згадка про село — 1735 року.